# Episodi di Law & Order: UK (ottava stagione)
L'ottava stagione della serie televisiva Law & Order: UK è stata trasmessa sul canale inglese ITV1 dal 12 marzo all'11 giugno 2014.
In Italia, al contrario delle precedenti, la stagione viene trasmessa in prima visione assoluta dal 2 al 23 dicembre 2015 sul canale del digitale terrestre Giallo.
| nº | Titolo originale | Titolo italiano            | Prima TV UK    | Prima TV Italia  |
| -- | ---------------- | -------------------------- | -------------- | ---------------- |
| 1  | Flaw             | Il difetto                 | 12 marzo 2014  | 2 dicembre 2015  |
| 2  | Safe from Harm   | Fuori pericolo             | 19 marzo 2014  | 2 dicembre 2015  |
| 3  | I Predict a Riot | La testimonianza scomparsa | 26 marzo 2014  | 9 dicembre 2015  |
| 4  | Pride            | Orgoglio                   | 2 aprile 2014  | 9 dicembre 2015  |
| 5  | Customs          | Tradizioni                 | 9 aprile 2014  | 16 dicembre 2015 |
| 6  | Bad Romance      | Una brutta storia          | 16 aprile 2014 | 16 dicembre 2015 |
| 7  | Hard Stop        | Brusco arresto             | 23 aprile 2014 | 23 dicembre 2015 |
| 8  | Repeat to Fade   | Ripeti e dissolvi          | 11 giugno 2014 | 23 dicembre 2015 |

## Il difetto
- Titolo originale: Flaw
- Diretto da: Mat King
- Scritto da: Nicholas Hicks-Beach (sceneggiatura)

### Trama
Un inseguimento con un'auto della polizia termina quando l'auto inseguita dalla polizia si schianta contro un camion in arrivo, uccidendo l'autista. Trovano un altro cadavere nel bagagliaio, senza denti e mani. Ronnie e il suo nuovo partner Joe Hawkins indagano sulla morte del corpo nel bagagliaio. Dopo aver interrogato una serie di sospetti, si scopre che la vittima era un gioielliere e aveva una sorella che fa parte della giuria del processo contro Dale Horgan, uno spacciatore e assassino che Ronnie cercò di catturare anni prima. La sorella del gioielliere ha ricevuto le mani mozzate del fratello in una scatola con la scritta "non colpevole". L'avvocato difensore del processo, Eleanor Richmond, sostiene che la giuria è stata coinvolta a livello personale e la fa licenziare. Tuttavia, il processo prosegue comunque: il destino di Horgan verrà determinato solo dal giudice. Tuttavia, il giudice alla fine dichiara Horgan non colpevole, sostenendo che l'accusa non ha adempiuto all'onere della prova. Joe però riesce a convincere un testimone, un giovane artista di graffiti spaventato, a rivelare cosa è accaduto durante l'omicidio di Harry, mandandolo sulla scena del crimine. Dopo aver identificato l'assassino, Joe e Ronnie lo interrogano e questo rivela che Horgan ha organizzato l'omicidio. A sua volta, Ronnie arresta nuovamente Horgan per cospirazione finalizzata all'omicidio e perversione del corso della giustizia.
- Guest star: Helen Baxendale (Eleanor Richmond) e Peter Barrett (Dale Horgan).
- La trama di questo episodio si basa su Ingranaggio mortale (prima parte) (episodio 9x23 di Law & Order - I due volti della giustizia), scritto da René Balcer.

## Fuori pericolo
- Titolo originale: Safe from Harm
- Diretto da: Mat King
- Scritto da: Tom Grieves

### Trama
Quando Ronnie e Joe indagano sull'accoltellamento fatale al dottor Gardner, uno psichiatra che aveva in cura pazienti adolescenti violenti, il loro primo istinto è quello di interrogare i giovani che aveva in cura. Quando le prove suggeriscono che la vittima potrebbe aver avuto una relazione con uno dei suoi pazienti, i detective iniziano a sospettare della moglie del dottore, Alison. Sebbene inizialmente neghi di aver ucciso suo marito, Alison cambia versione quando si rende conto che tutte le prove portano a lei. La donna ora afferma di non essere sana di mente e di aver perso il controllo al momento dell'accoltellamento. Le sue argomentazioni sono così convincenti che Kate inizia a chiedersi se Alison debba essere processata per omicidio, ma Jake è determinato a vedere fatta giustizia. Grazie a un lavoro investigativo dell'ultimo minuto, la squadra riesce finalmente a scoprire la verità. 
- Guest star: Ramon Tikaram (Vijay Prasad), Hattie Morahan (Alison Gardner), Jude White (Riley Gardner), Holly Earl (Lisa Gardner).
- La trama di questo episodio si basa su L'unico grande amore (episodio 18x11 di Law & Order - I due volti della giustizia), scritto da Richard Sweren e Gina Gionfriddo.

## La testimonianza scomparsa
- Titolo originale: I Predict a Riot
- Diretto da: Mat King
- Scritto da: Richard Stokes (sceneggiatura)

### Trama
Ronnie e Joe si imbattono in uno scheletro nel bagagliaio di un'auto sul fondo del Tamigi. Si scopre che l'uomo morto era Taylor Carroll, un agente di polizia nero sotto copertura scomparso al momento della rivolta di Brixton del 1981. Prove inquietanti vengono alla luce quando Ronnie, Joe e Wes iniziano a sollevare questioni e fare domande che la polizia preferirebbe dimenticare - e Wes riceve una visita inaspettata dal Commissario. In tribunale, Jake affronta il caso dalla parte dell'accusa mentre Philip Nevins si occupa di difendere l'imputato, il sergente Darren Grady. Le accuse vengono lanciate e il processo finisce sui titoli dei giornali. Wes, Ronnie e Joe vengono trascinati sempre più in profondità in un caso che vede la legge stessa al banco dei testimoni. Poi la sorella di Carroll, Nikki, bussa alla loro porta. È tempo di scegliere da che parte stare, mentre le amicizie e lealtà vengono messe alla prova e le carriere vengono messe a rischio nell’interesse della giustizia. 
- Guest star: Roger Lloyd-Pack (Alex Greene) e Graham Cole (Terry Wilson), Pip Torrens (Philip Nevins), Jenny Jules (Nikki Carroll).
- La trama di questo episodio si basa su Segreti di Stato (episodio 9x11 di Law & Order - I due volti della giustizia), scritto da Kathy McCormick e Lynne E. Litt.

## Orgoglio
- Titolo originale: Pride
- Diretto da: Mat King
- Scritto da: Matt Evans (sceneggiatura)

### Trama
Ronnie e Joe sono alla ricerca dell'assassino di un padre di famiglia apparentemente innocente quando le indagini li portano dal vecchio capo di Ronnie, l'ex ispettore Natalie Chandler. Il padre dell'ex ispettore investigativo è un uomo sulla settantina di nome Eddie Stewart ed è il principale sospettato. Ronnie ha difficoltà a dire a Natalie che suo padre è accusato di omicidio. Nessuno riesce a capire perché Eddie abbia commesso un simile crimine, tanto meno sua figlia. Jake e Kate cercano di essere comprensivi, ma spiegano che non possono fare nulla a meno che Eddie non accetti di collaborare: un uomo è morto e qualcuno deve assumersi la responsabilità. Natalie convince Ronnie che deve andare ben oltre il suo dovere per cercare di trovare il vero assassino, una mossa che lo mette nei guai con un Wes sempre più frustrato.
- Guest star: Roy Hudd (Felix Hargreaves), Harriet Walter (ex ispettore Natalie Chandler), Martin Jarvis (Eddie Stewart) e Geoffrey McGivern (Geoffrey Sykes).
- La trama di questo episodio si basa su Furto di identità (episodio 14x06 di Law & Order - I due volti della giustizia), scritto da Janis Diamond.

## Tradizioni
- Titolo originale: Customs
- Diretto da: Joss Agnew
- Scritto da: Jamie Crichton (sceneggiatura)

### Trama
Il corpo di una donna anziana viene ritrovato ai piedi di una postazione, tristemente nota per essere usata dai suicidi per buttarsi nel vuoto. Ronnie capisce che c'è qualcosa che non va quando si scopre che la donna morta, Ranya Habib, non aveva alcuna ragione apparente per suicidarsi; i sospetti puntano sul dottor Yafeu Elsayed, recentemente arrivato nel Regno Unito per farle visita. Ronnie si chiede se potrebbe esserci un collegamento terroristico, ma senza prove l'attenzione si rivolge alla famiglia di Ranya: suo figlio Tariq e sua nuora Safia. Anche dopo che gli investigatori ottengono una confessione sull'omicidio di Ranya, Joe è sconcertato riguardo al movente e l'intera questione sembra essere avvolta in una cospirazione del silenzio. Poi, quando viene alla luce una rivelazione scioccante, Joe e Kate uniscono le forze. È una mossa che vede Kate sul punto di mettere a repentaglio la sua intera carriera lasciando Jake a portare avanti il caso da solo. 
- Guest star: Haydn Gwynne (Madeline Morgan) e Glyn Pritchard (Graham).
- La trama di questo episodio si basa su Un barbaro rituale (episodio 8x10 di Law & Order - I due volti della giustizia), scritto da Kathy McCormick e Richard Sweren.

## Una brutta storia
- Titolo originale: Bad Romance
- Diretto da: Joss Agnew
- Scritto da: Louise Ironside (sceneggiatura)

### Trama
Una camera d'albergo sporca di sangue e una carta di credito rubata portano Ronnie e Joe da Charles Hutton, un ricco membro dell'alta borghesia che adora sua moglie Camille e la figlia Georgia. È difficile capire quale crimine sia stato commesso, ma Ronnie e Joe hanno prove sufficienti per suggerire che Georgia abbia partorito in una camera d'albergo. Non c'è traccia del bambino e risulta difficile per Jake e Kate avviare un procedimento giudiziario contro Georgia e il suo ragazzo. A peggiorare le cose, si scopre che l'avvocato difensore è un vecchio rivale di Jake, Maitland Cosby. Mentre le prove contro la giovane coppia si accumulano, il padre di Georgia deve valutare fino a che punto è disposto a spingersi per proteggerla.
- Guest star: James Wilby (Charles Hutton), Emma Campbell-Jones (Camille Hutton), Joseph Millson (Maitland Cosby) e Lucy Boynton (Georgia Hutton).
- La trama di questo episodio si basa su Una vita rifiutata (episodio 8x02 di Law & Order - I due volti della giustizia), scritto da David Shore e René Balcer.

## Brusco arresto
- Titolo originale: Hard Stop
- Diretto da: Jill Robertson
- Scritto da: Noel Farragher (sceneggiatura)

### Trama
Quando un'ondata di sparatorie reclama Wes, a Ronnie e Joe resta poco tempo per elaborare il lutto: devono catturare l'assassino prima che passi alla persona successiva sulla sua lista nera. La prossima probabile vittima sembra essere Henry Sharpe, capo della Procura della Corona, ma gradualmente il collegamento tra tutti gli obiettivi diventa chiaro. Il collegamento è Mark Glendon, che è stato in prigione dopo essere stato condannato per l'omicidio di sua moglie quattro anni prima. Sebbene Glendon sia ancora in custodia, il suo caso è stato riaperto per un nuovo processo. La polizia deve affrontare una dura lotta per trovare eventuali indizi che implichino Glendon nella sparatoria. Con il nuovo processo già in corso, è iniziata la corsa per catturare l'assassino prima che la giuria emetta il verdetto.
- Guest star: Mark Bonnar (Mark Glendon) e Pip Torrens (Philip Nevins).
- La trama di questo episodio si basa su Giustizia in famiglia (episodio 16x09 di Law & Order - I due volti della giustizia), scritto da David Wilcox.

## Ripeti e dissolvi
- Titolo originale: Repeat to Fade
- Diretto da: Jill Robertson
- Scritto da: Richard Stokes (sceneggiatura)

### Trama
Ancora scossi dalla morte scioccante di uno dei membri della loro squadra, Ronnie e Joe hanno un nuovo caso da affrontare quando una giovane madre innocente viene pugnalata a morte in un affollato mercato di Londra. Sotto la pressione di tutte le parti per risolvere il caso e far sentire di nuovo i londinesi al sicuro, Ronnie e Joe lottano per raccogliere prove sufficienti per accusare il giovane che credono responsabile: Bobbi Washington. Quando Bobbi confessa inavvertitamente l'omicidio a Ronnie, pensano di aver fatto centro, ma con la confessione di Bobbi non corroborata da nessun'altro, sia l'onestà di Ronnie che il suo futuro come detective sono in bilico.
- Guest star: Kasey McKellar (Bobbi Washington).
- La trama di questo episodio si basa su Prova illegale (episodio 10x06 di Law & Order - I due volti della giustizia), scritto da Richard Sweren e Matt Witten.